# Rodriguesophis
Rodriguesophis is een geslacht van slangen uit de familie toornslangachtigen (Colubridae) en de onderfamilie Dipsadinae.

## Naam en indeling
Er zijn drie soorten, de wetenschappelijke naam van de groep werd voor het eerst voorgesteld door Felipe Gobbi Grazziotin, Hussam Zaher, Robert Ward Murphy, Gustavo José Scrocchi, Marco Altamirano-Benavides, Ya-ping Zhang en Sandro Luis Bonatto in 2012. De slangen werden eerder aan andere geslachten toegekend, zoals Rhinostoma en Phimophis.

## Verspreiding en habitat
Alle soorten komen voor in delen van Zuid-Amerika en leven endemisch in Brazilië. De slangen komen hier voor in de deelstaten Minas Gerais en Bahia. De habitat bestaat uit droge tropische en subtropische scrublands, savannen en graslanden.

## Beschermingsstatus
Door de internationale natuurbeschermingsorganisatie IUCN is aan alle soorten een beschermingsstatus toegewezen. Een soort wordt beschouwd als 'veilig' (Least Concern of LC) en twee soorten als 'bedreigd' (Endangered of EN).

## Soorten
Het geslacht omvat de volgende soorten, met de auteur en het verspreidingsgebied.
| Naam                           | Auteur          | Verspreidingsgebied            | Beschermingsstatus |
| ------------------------------ | --------------- | ------------------------------ | ------------------ |
| Rodriguesophis chui            | Rodrigues, 1993 | Brazilië (Bahia)               |                    |
| Rodriguesophis iglesiasi       | Gomes, 1915     | Brazilië (Minas Gerais, Bahia) |                    |
| Rodriguesophis scriptorcibatus | Rodrigues, 1993 | Brazilië (Bahia)               |                    |